# Jiggly Caliente
Jiggly Caliente, nombre artístico de Bianca Castro-Arabejo (San Pedro, 29 de noviembre de 1980-27 de abril de 2025), fue una artista drag, cantante y actriz filipino-estadounidense conocida por competir en la cuarta temporada de RuPaul's Drag Race, la sexta temporada de RuPaul's Drag Race: All Stars, por ser jurado de Drag Race Philippines y por su papel recurrente como Veronica Ferocity en la serie de FX Pose. Publicó su álbum debut, T.H.O.T. Process el 9 de marzo de 2018. En 2020, fue copresentadora de Translation, el primer programa de entrevistas de una gran cadena presentado por un elenco totalmente trans.

## Biografía
Caliente nació en San Pedro, La Laguna, Filipinas. En primer curso, fue expulsada del colegio por apuñalar a un bully en la mano con un lápiz. Se trasladó a Estados Unidos en 1991, a los 10 años, con su madre y su hermano, y vivió en Sunnyside, Queens, ciudad de Nueva York. Salió del armario en el instituto y su madre drag era Chevelle Brooks. Su nombre de pila drag se basaba en el Pokémon Jigglypuff, y su nombre drag original era Jiggly Puff.

### Drag Racey carrera como drag
Caliente fue anunciada como una de las trece concursantes de la cuarta temporada de RuPaul's Drag Race el 13 de noviembre de 2011. Quedó octava en la clasificación general, siendo eliminada en una lip sync por la séptima clasificada Willam. Apareció en imágenes de archivo en la final de la quinta temporada, e hizo una aparición en la final en directo de la sexta temporada, donde hizo una pregunta de los espectadores a Bianca Del Rio.
Fuera de Drag Race, se la puede ver en el comienzo de los premios NewNowNext de 2012. Su carrera como actriz comenzó en 2015, cuando interpretó un papel en el final de la segunda temporada de Broad City como propietaria de una tienda. Fue una de las treinta drag queens que aparecieron en la actuación de Miley Cyrus en los VMA de 2015. En 2016, estuvo en el episodio piloto de Search Party. En 2017, interpretó un papel junto a sus compañeros de Drag Race Bob The Drag Queen, Katya y Detox en un episodio final de temporada de Playing House. Hizo una aparición como corista en el vídeo musical de Bob The Drag Queen y Alaska "Yet Another Dig". Interpretó al personaje Veronica en Pose, apareciendo en los episodios sexto y octavo de la primera temporada. Más tarde confirmó que volvería para más episodios de la segunda temporada de Pose, en Bootleg Fashion Photo Review, y en la serie web de la antigua alumna de Drag Race Yuhua Hamasaki.

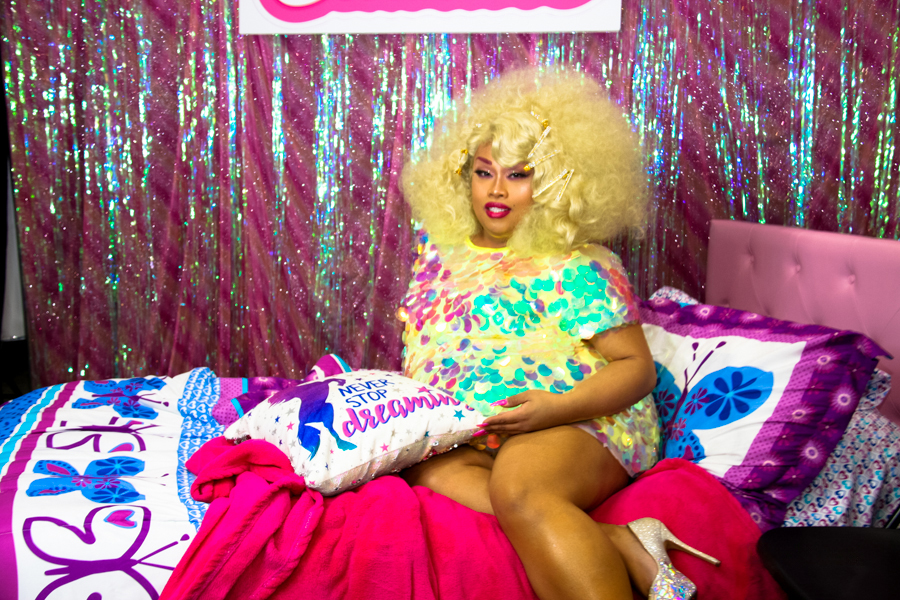
Jiggly Caliente en la DragCon (2018)

En septiembre de 2018, Caliente actuó como bailarina de fondo detrás de Christina Aguilera para la colección primaveral de Opening Ceremony de 2019 junto a otras exalumnas de Drag Race. En noviembre de 2018, hizo una aparición en Saturday Night Live con Peppermint, exalumna de Drag Race, como Drag Queen para el sketch Garmin GP-Yasss.
En 2020, Jiggly Caliente copresentó Translation, el primer programa de entrevistas de una gran cadena presentado por un elenco totalmente trans.
El 26 de mayo de 2021, fue anunciada como una de las 13 reinas que regresaban para la sexta temporada de RuPaul's Drag Race: All Stars. Fue eliminada en el segundo episodio, quedando duodécima en la clasificación general. Fue jueza principal en Drag Race Philippines, que se estrenó el 17 de agosto de 2022.

### Carrera musical
Caliente lanzó su primer sencillo, "Fckboi", el 1 de marzo de 2018, en su canal oficial de Vevo. Lanzó su álbum debut, T.H.O.T. Process el 9 de marzo de 2018. El álbum de doce pistas cuenta con la participación de las exalumnas de Drag Race Sharon Needles, Peppermint, Alaska, Ginger Minj, Phi Phi O'Hara (acreditada como Jaremi Carey) y Manila Luzon. También incluye una introducción con RuPaul. El álbum es el primer disco basado en hip-hop de una exalumna de Drag Race. El vídeo musical de la canción "All This Body" se estrenó el 30 de noviembre de 2018 y contó con Alaska, Minj e Isis King.
También fue una artista destacada para los tres primeros volúmenes de los álbumes de Drag Race Christmas Queens. El vídeo musical de "Ratchet Christmas" del primer volumen se subió el 9 de diciembre de 2015. Colaboró en el álbum recopilatorio Christmas Queens 3 (2017).

## Vida personal
Caliente salió públicamente del armario como transgénero en 2016.

### Fallecimiento
En abril de 2025 le amputaron quirúrgicamente la pierna derecha debido a una infección.  A los pocos días, el 27 de abril su familia anunció su fallecimiento.

## Discografía

### Álbumes
| Año  | Título           |
| ---- | ---------------- |
| 2018 | T.H.O.T. Process |

### Sencillos
| Año  | Título          |
| ---- | --------------- |
| 2018 | "Fckboi"        |
| 2018 | "All This Body" |

## Filmografía

### Cine
| Año  | Título     | Papel        | Notas        |
| ---- | ---------- | ------------ | ------------ |
| 2019 | The Queens | Ella misma   | Documental   |
| 2020 | Milkwater  | Gigi Sordide | Largometraje |

### Televisión
| Año          | Título                                      | Papel                                         |
| ------------ | ------------------------------------------- | --------------------------------------------- |
| 2010         | Ugly Betty                                  | Temporada 4, Episodio 13: "Chica and the Man" |
| 2012         | RuPaul's Drag Race (temporada 4)            | Concursante (octavo lugar)                    |
| 2012         | RuPaul's Drag Race: Untucked                | Ella misma                                    |
| 2014         | RuPaul's Drag Race (temporada 6)            | Ella misma                                    |
| 2015, 2019   | Broad City                                  | Dueña de tienda, Brunch Drag Queen            |
| 2016         | Search Party                                |                                               |
| 2018         | RuPaul's Drag Race (temporada 10)           | Ella misma, invitada                          |
| 2018         | Saturday Night Live                         | GP-Yasss skit                                 |
| 2018–2021    | Pose                                        | Veronica Ferocity (12 episodios)              |
| 2019         | Full Frontal with Samantha Bee              | Drag Queen                                    |
| 2020–present | Translation                                 | Copresentadora                                |
| 2021         | CNN Philippines                             | Ella misma (invitada)                         |
| 2021         | RuPaul's Drag Race: All Stars (temporada 6) | Concursante (duodécimo lugar)                 |
| 2021         | RuPaul's Drag Race All Stars: Untucked      | Concursante (duodécimo lugar)                 |
| 2021         | Good Morning America                        | Ella misma (invitada)                         |
| 2022-present | Drag Race Philippines                       | Ella misma (jueza)                            |

### Vídeos musicales
| Año  | Título                | Artista            | Ref.   |
| ---- | --------------------- | ------------------ | ------ |
| 2011 | "Go Off"              | Sahara Davenport   | [ 33 ] |
| 2011 | "Hot Couture"         | Manila Luzon       |        |
| 2012 | "Queen"               | Xelle              |        |
| 2017 | "Yet Another Dig"     | Bob the Drag Queen |        |
| 2017 | "Let It Snow"         | Christmas Queens   | [ 34 ] |
| 2018 | "Fckboi"              | Ella misma         |        |
| 2018 | "I Don't Give A F*ck" | Ella misma         | [ 35 ] |
| 2018 | "All This Body"       | Ella misma         | [ 36 ] |
| 2021 | "Gummy Bear"          | Ginger Minj        | [ 37 ] |
| 2022 | "Angle"               | Willow Pill        | [ 38 ] |

### Series web
| Año       | Título                     | Papel      | Notas                              | Ref.   |
| --------- | -------------------------- | ---------- | ---------------------------------- | ------ |
| 2014      | Ring My Bell               | Ella misma | Invitada                           | [ 39 ] |
| 2016      | Fashion Photo RuView       | Ella misma | Invitada copresentadora            | [ 40 ] |
| 2016      | How to Makeup              | Ella misma | Invitada                           | [ 41 ] |
| 2016-2018 | Hey Qween!                 | Ella misma | Invitada; 2 episodios              |        |
| 2018      | Spillin' the Tea           | Ella misma | Copresentadora                     | [ 42 ] |
| 2019      | Reading Queens             | Ella misma | Invitada                           | [ 43 ] |
| 2019      | Drag Queen Video Dates     | Ella misma | Invitada                           | [ 44 ] |
| 2019      | Bootleg Opinions           | Ella misma | Invitada                           | [ 45 ] |
| 2021      | Whatcha Packin'            | Ella misma | Invitada                           | [ 46 ] |
| 2021      | Drag Queen Makeup Tutorial | Ella misma | Invitada                           | [ 47 ] |
| 2022      | Binge Queens               | Ella misma | RuPaul's Drag Race: UK temporada 4 | [ 48 ] |
| 2023      | Bring Back My Girls        | Ella misma |                                    |        |